# Mönchherrnsdorf
Mönchherrnsdorf (bis 1868 Herrnsdorf) ist ein Gemeindeteil des Marktes Burgebrach im oberfränkischen Landkreis Bamberg in Bayern.

## Geographie
Das Pfarrdorf Mönchherrnsdorf liegt im Steigerwald im Tal der Mittleren Ebrach, eines rechten Zuflusses der Rauhen Ebrach, auf 278 m ü. NHN. Bei Mönchherrnsdorf mündet der Geiselbach in die Mittlere Ebrach. Der Ort liegt an der durch das Tal verlaufenden Bundesstraße 22, die eine Verbindung nach Wolfsbach (1 km östlich), Mönchsambach (2 km östlich) und Burgebrach (6,5 km östlich) sowie nach Kötsch (1,2 km westlich) und Burgwindheim (4 km westlich) herstellt. Gemeindeverbindungsstraßen führen nach Büchelberg (1,5 km südsüdwestlich) und durch den Staatsforst Lindach nach Zettmannsdorf (5 km nördlich). Die Bahnstrecke Strullendorf–Ebrach führte früher durch das Tal der Mittleren Ebrach. Mönchherrnsdorf besaß einen Bahnhof an dieser Strecke, heute ist die Bahnlinie abgebaut.

## Geschichte
Mönchherrnsdorf wurde im Jahr 1148 in einer Schutzurkunde von Eugen III. erstmals erwähnt. Ab ungefähr 1810 wurde der bis dahin als Herrnsdorf bezeichnete Ort zur Unterscheidung vom nahegelegenen Ort Herrnsdorf im Tal der Reichen Ebrach auch Mönchherrnsdorf genannt. Am 25. Dezember 1868 erfolgte die offizielle Umbenennung von Herrnsdorf in Mönchherrnsdorf. Von Anfang des 20. Jahrhunderts bis in die 1970er-Jahre bestand eine Brauerei in Mönchherrnsdorf, zuletzt unter dem Namen Pamler. Die damalige Gemeinde Mönchherrnsdorf mit den Gemeindeteilen Büchelberg, Mönchherrnsdorf und Magdalenenkappel und einem Gebiet von etwa 876 Hektar wurde am 1. Januar 1972 im Zuge der Gebietsreform in Bayern nach Burgebrach eingemeindet.

## Religion

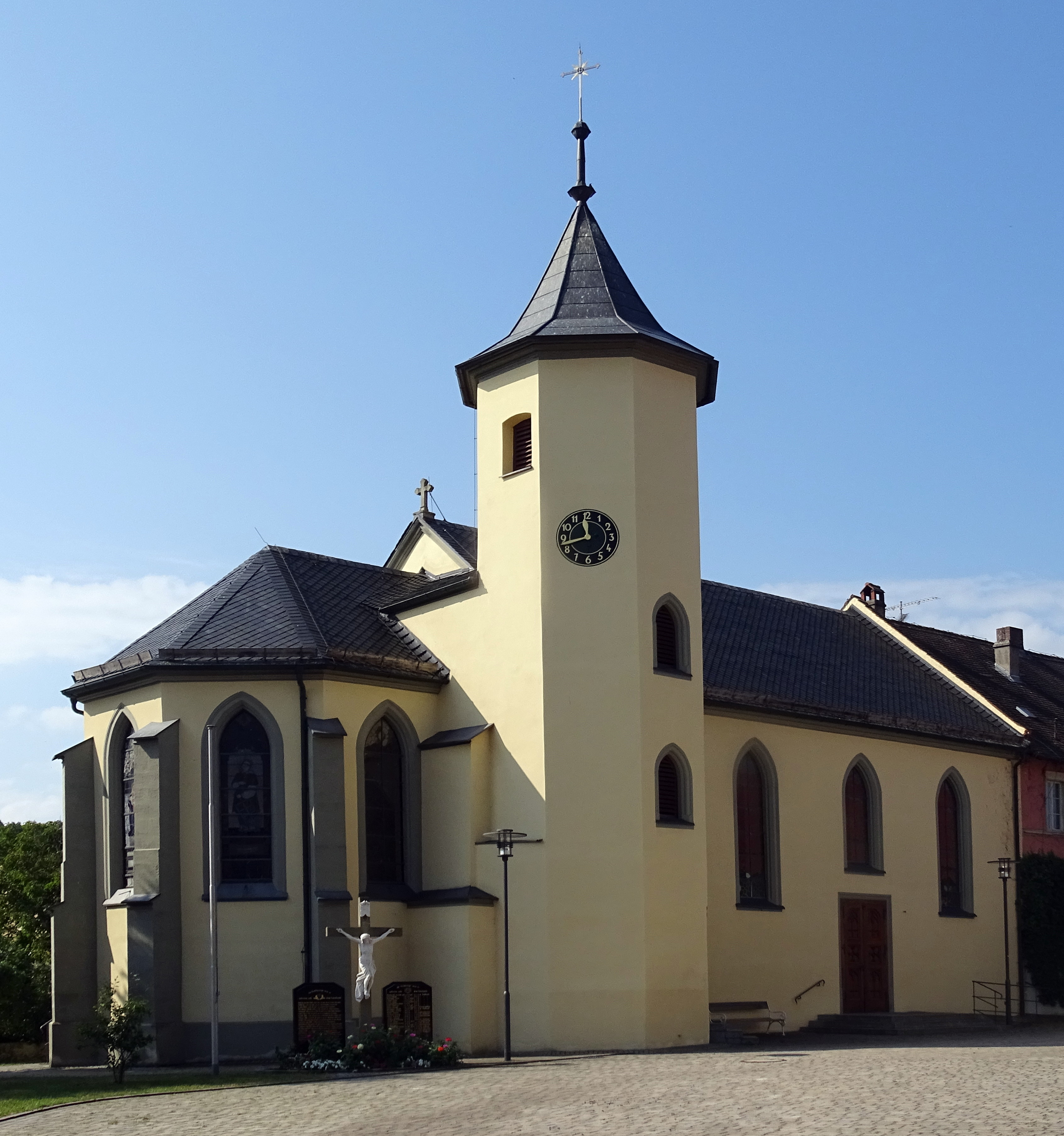
Katholische Kirche St. Ägidius in Mönchherrnsdorf

Im Jahr 1144 wurde erstmals eine dem Heiligen Ägidius geweihte Kirche in Mönchherrnsdorf erwähnt, die Sitz einer Pfarrei war und vermutlich im Bauernkrieg zerstört wurde. Die heutige St.-Ägidius-Kirche wurde 1874 errichtet. Kirchweih wird am ersten Sonntag im September gefeiert.

## Kultur
In der Liste der Baudenkmäler in Burgebrach sind für Mönchherrnsdorf zehn Baudenkmäler aufgeführt.

## Persönlichkeiten
- Benno Stumpf (1897–1966), römisch-katholischer Priester und Abt der Trappistenabtei Engelszell